# Michael Everson

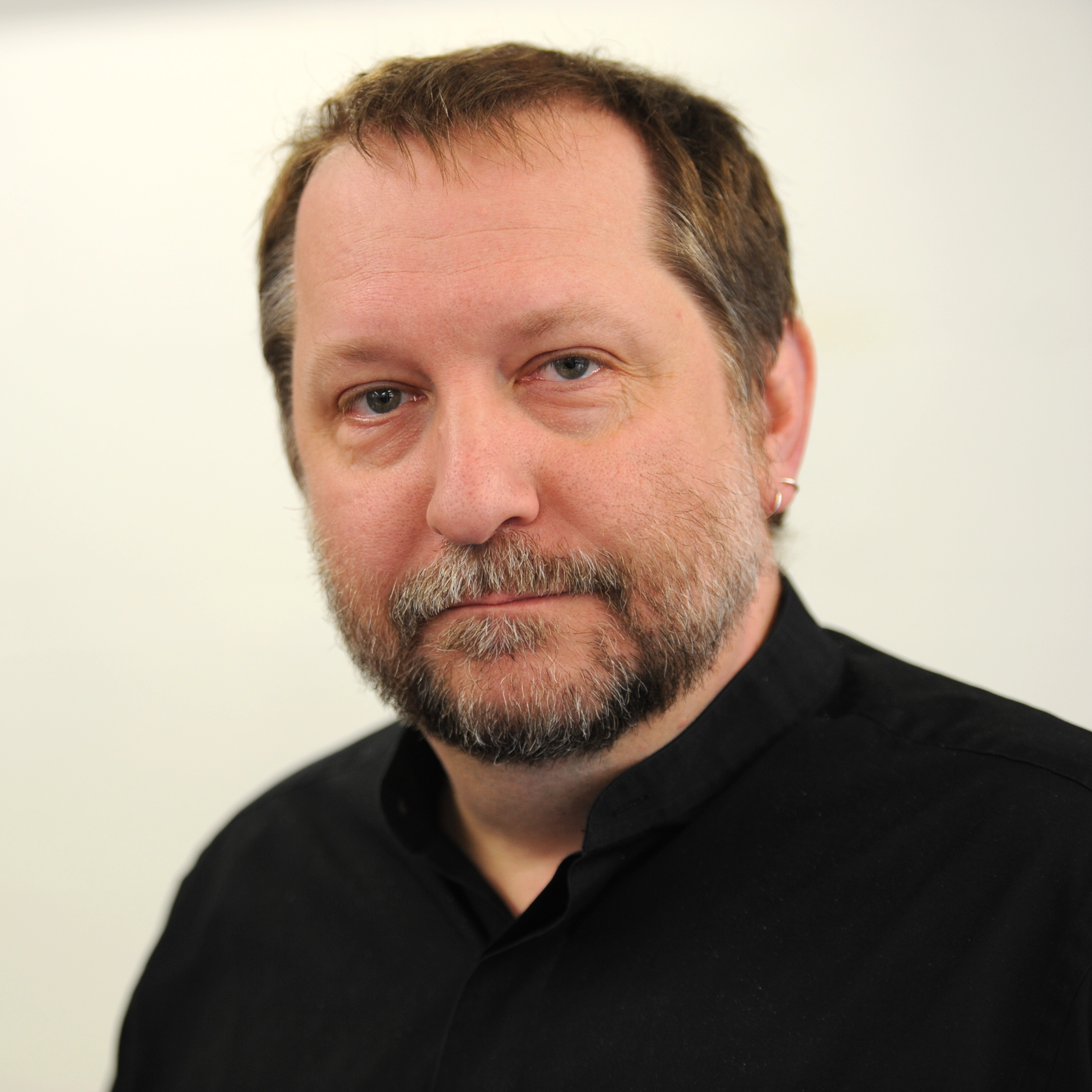
Michael Everson

Michael Everson (9 de Janeiro de 1963, Norristown, Pensilvânia) foi descrito como “provavelmente o mais importante especialista mundial no que respeita a codificação de sistemas de escrita para computador" pelo trabalho que tem desenvolvido para adicionar uma vasta e diversa série de sistemas de escrita e caracteres ao Conjunto Universal de Caracteres ('Universal Character Set'). Desde 1993 elaborou mais de duzentas propostas que resultaram no acrescentar de milhares de caracteres à norma ISO/IEC 10646 e ao Unicode. Michael Everson é um linguista cuja principal área de estudo são os sistemas de escrita do mundo. É também um tipógrafo digital independente e criador de tipos para computador (fontes).

## Biografia
Michael Everson nasceu em Norristown, Pensilvânia, tendo-se mudado para Tucson, Arizona com doze anos de idade. O seu interesse pelos trabalhos de J.R.R. Tolkien levou-o a estudar inglês antigo e, seguidamente, outras línguas germânicas. Estudou alemão, espanhol, e francês para o seu B.A. na Universidade de Arizona (1985), História das Religiões e linguística indo-europeia para o M.A. na Universidade da Califórnia em Los Angeles (1988). Em 1989, a sua antiga professora Marija Gimbutas convidou-o a apresentar uma comunicação sobre a mitologia basca num Congresso de Indo-Europeístas que teve lugar na Irlanda; depois disso Everson mudou-se para Dublin, onde estudou, com bolsa do Programa Fulbright, na Faculdade de Estudos Célticos, no University College Dublin (1991). Naturalizou-se cidadão irlandês em 2000. Vive actualmente em Dundee, Escocia.

## Actividade profissional
Everson é um apoiante activo de línguas minoritárias e de línguas minorizadas de diversas comunidades, especialmente nos campos da codificação de caracteres, normalização e internacionalização. Além disso, Everson é um dos autores da norma Unicode, é editor do ISO/IEC 10646, é o responsável pelo registo da norma ISO 15924 e é revisor da norma RFC 3066. Contribuiu para a codificação de muitos caracteres dessas normas, tendo recebido o prémio "Bulldog” do consórcio Unicode em 2000  pelo seu contributo técnico para o desenvolvimento e promoção do standard Unicode. Em 2004, Everson foi nomeado coordenador do Grupo de Trabalho n.º 3 do Comité Técnico n.º 46 da ISO (ISO/TC46/WG3) (conversão de línguas escritas), que é responsável por normas de transliteração.
Everson tem estado activamente empenhado na codificação de muitos sistemas de escrita nas normas Unicode e ISO/IEC 10646, incluindo: 
Balinês, Birmanês, Braille, Buginês, Buhid, Cário, Cherokee, Cipriota, Copta, Cuneiforme, Deseret, Etíope, Fenício, Georgiano, Glagolítico, Gótico, Hanunóo, Itálico Antigo, Kayah Li, Khmer, Lepcha, Lício, Lídio, Limbu, Linear B, Mongol, N'Ko, Ogâmico, Ol Chiki, Osmanya, Persa Antigo, Disco de Phaistos, Rejang, Rúnico, Saurashtra, Shaviano, Silabário Aborígene Canadiano Unificado, Singalês, Sundanês, Tagalogue, Tagbanwa, Tai Lue, Novo Tai Lue, Thaana, Tibetano, Ugarítico, Vai, e Yi, e também diversos caracteres dos alfabetos Latino, Grego, Cirílico, e Arábico.
Everson criou também ‘localizações’ (locales) para muitas línguas, desde a língua irlandesa e outras línguas célticas até às línguas minoritárias da Finlândia. 
Em 2003 o Programa de Desenvolvimento das Nações Unidas encomendou-lhe a elaboração de um relatório  sobre os requisitos computacionais de ‘locale’ para as línguas principais do Afeganistão (pastó, Dari, e usbeque), com co-autoria de Roozbeh Pournader, o qual veio a ser adoptado pelo Ministério da Comunicação da Administração Islâmica Provisória Afegã. Mais recentemente, a iniciativa B@bel da UNESCO financiou o trabalho de Everson para codificar as escritas N'Ko e o Balinês. 
A prolífica actividade de Everson na codificação de conjuntos de caracteres reflecte-se nas muitas dezenas de propostas de codificação de que é autor (singular ou colaborativo). 
Michael Everson mantém também um especial interesse em design tipográfico gaélico, produzindo muito trabalho na composição de livros em irlandês. Em 1995 criou a fonte Unicode Everson Mono, uma família tipográfica mono-espaçada com mais de 4 800 caracteres. Esta foi a terceira fonte Unicode em todo o mundo contendo um grande número de caracteres extraídos de diversos blocos Unicode, a seguir às fontes Lucida Sans Unicode e Unihan (ambas em 1993).
Em colaboração com investigadores portugueses, integrados num grupo internacional contendo membros de vários países, financiado pelo projecto Medieval Unicode Font Initiative - MUFI (Universidade de Bergen, Noruega), pelo Centro de Linguística da Universidade Nova de Lisboa e pelo Script Encoding Initiative (Universidade de Berkeley, E.U.A), Michael Everson coordenou entre 2005 e 2007 a elaboração de propostas de caracteres medievais (literais, abreviativos e de pontuação), os quais foram aprovados e integrados no Universal Character Set na série Latin Extended D. Alguns desses caracteres medievais são específicos das escritas hispânicas medievais.    